# Casa a la plaça Rector Ferrer i passeig d'en Blay (Olot)
La casa a la plaça Rector Ferrer i passeig d'en Blay d'Olot (Garrotxa) és una obra eclèctica inclosa a l'Inventari del Patrimoni Arquitectònic de Catalunya.

## Descripció
La casa està situada al xamfrà format a la plaça Rector Ferrer amb el passeig de Blay. Disposa de baixos -abans ocupats per locals comercials i avui abandonats i tancats-, tres pisos i golfes. Els murs varen ser estucats i, així, els tres pisos superiors disposen de balcons emmarcats amb franges d'estuc; d'aquest material varen ser fets, també, els frisos -decorats amb motius florals i vegetals estilitzats- que corren sota les balconades. Les golfes tenen dos badius i una cornisa sostinguda per grans mènsules decorades entre les quals corre un fris esgrafiat amb ornaments de tipus floral.

## Història
Durant la segona meitat del segle xix a Olot continuen les vicissituds bèl·liques i polítiques; malgrat tot, a la comarca es va generar un fort nucli industrial. Arquitectònicament, es va deixant de banda els elements neoclàssics per donar pas a unes formes més eclèctiques i historicistes. És el moment dels grans projectes de la plaça Clarà i del passeig de Barcelona. La vila s'amplia pels sectors de l'Horta del Carme i Sant Roc i s'edifica en els carrers de Sant Rafael, Mulleres, al Firal i a la plaça Palau.